# Fehring (miasto)
Fehring – miasto w Austrii, w kraju związkowym Styria, w powiecie Südoststeiermark. Do 31 grudnia 2012 należało do powiatu Feldbach. Liczy 7246 mieszkańców (1 stycznia 2019).

## Współpraca

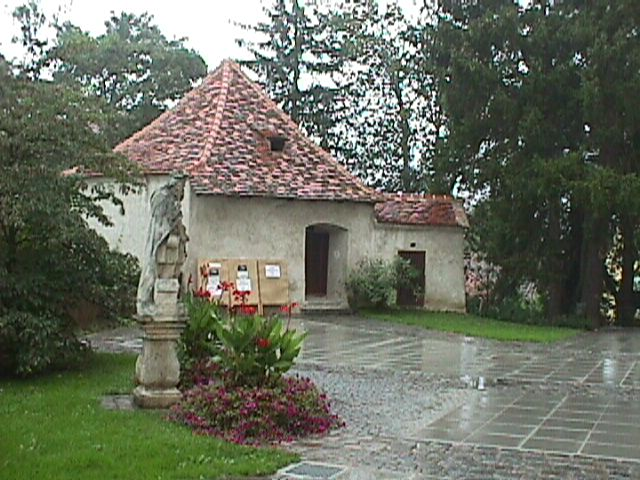
Tabor

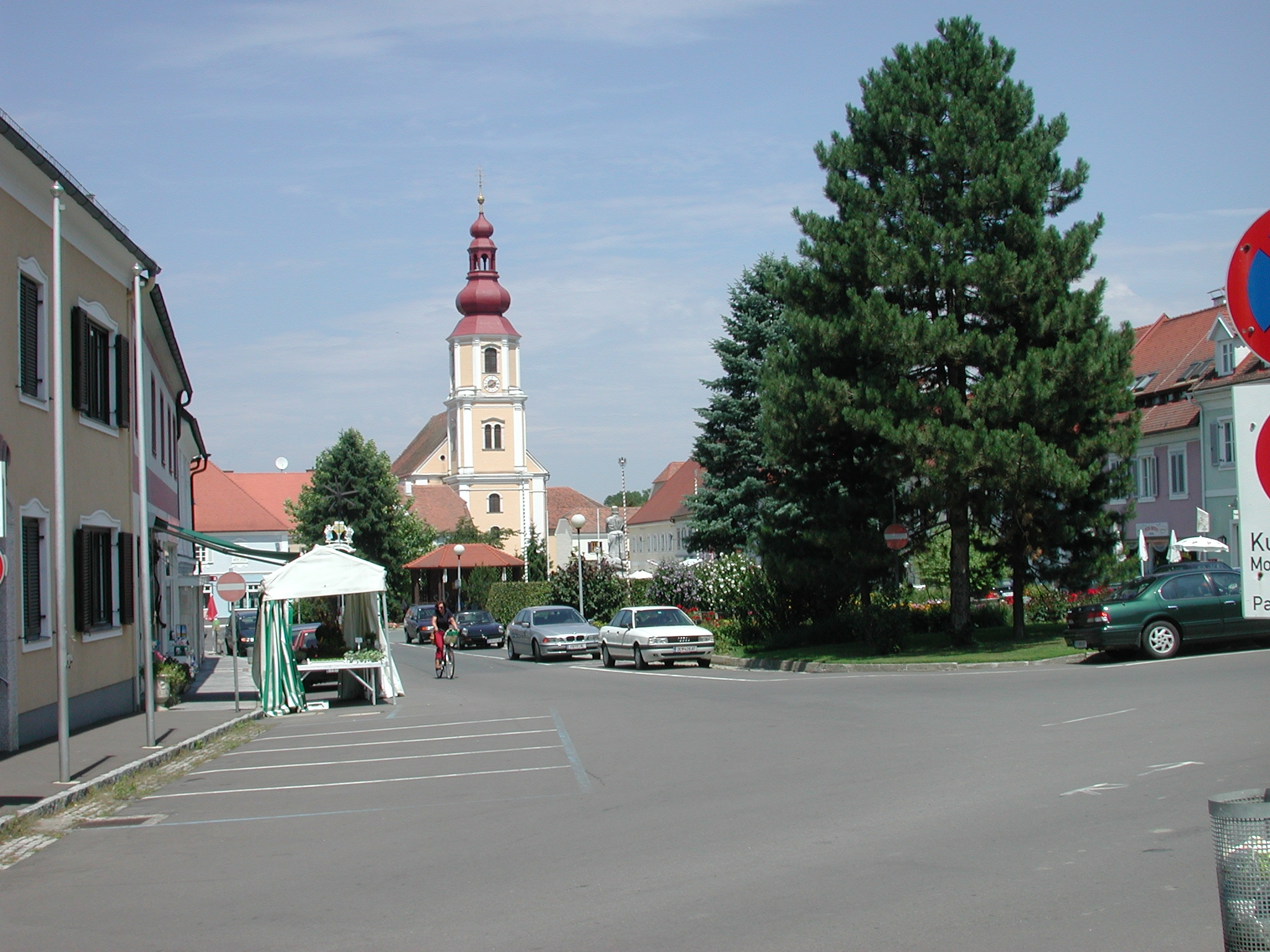
Fehring

- Heinersreuth, Niemcy
- Patsch, Tyrol